# Liste der Naturdenkmale in Rimbach (Odenwald)
Die Liste der Naturdenkmale in Rimbach (Odenwald) nennt die im Gebiet der Gemeinde Rimbach (Odenwald) im Landkreis Bergstraße in Hessen gelegenen Naturdenkmale.

## Liste
| Bild | Bezeichnung                                      | Ortsteil, Lage                              | Beschreibung                                                                                              | Art          | Nr.       |
| ---- | ------------------------------------------------ | ------------------------------------------- | --- | ------------ | --------- |
| BW   | Lindenstein, Granit-Block-Verwitterungsformation | Rimbach 49° 37′ 3,1″ N, 8° 48′ 31,7″ O      | Als besondere geologische Verwitterungsform in Einheit mit Buchen-Bewuchs geschützt.                      |              | 431.19-41 |
| BW   | Kalbsbrünnchen, natürlicher Quellbereich         | Rimbach 49° 36′ 35,5″ N, 8° 48′ 28,2″ O     | Als natürlicher Hangwasseraustritt von besonderer Eigenart geschützt.                                     |              | 431.19-42 |
| BW   | Brettbuckelbuche (Fagus sylvatica)               | Rimbach 49° 37′ 3″ N, 8° 47′ 50,5″ O        | Aufgrund von hohem Alter und besonderer Stärke geschützte Rotbuche zwischen Breitbuckel und Jungholzhöhe. | Rotbuche     | 431.19-43 |
| BW   | Wildleuthäusel, Granit-Blockformation            | Zotzenbach 49° 36′ 31,1″ N, 8° 48′ 26,4″ O  | Aufgrund naturgeschichtlicher Bedeutung und eigenartiger Form geschützte Granit-Blockformation.           |              | 431.19-51 |
| BW   | Schlanke Eiche (Quercus petraea)                 | Zotzenbach 49° 36′ 5,9″ N, 8° 46′ 4,5″ O    | Aufgrund besonderer Formschönheit geschützte Traubeneiche am Schulhaus Zotzenbach.                        | Traubeneiche | 431.19-52 |
| BW   | Steinbruch Borstein, in fleischrotem Granit      | Zotzenbach 49° 36′ 20,9″ N, 8° 47′ 40,8″ O  | Wegen der seltenen fleischroten Farbe des Granits und als Felsbiotop geschützt.                           |              | 431.19-54 |
| BW   | Granit-Steinbruch von Mitlechtern                | Mitlechtern 49° 38′ 17,1″ N, 8° 43′ 54,2″ O | Als Fels- und Feuchtbiotop geschützter ehemaliger Granitsteinbruch von besonderer Eigenart und Schönheit. |              | 431.19-61 |